# Галілео (ім'я)
Галілео (італ. Galileo) — італійське ім'я.

## Походження
Італійське чоловіче ім'я «Галілео» (а звідси і прізвище «Галілей») походить від латинського «Galilaeus», що означає «з Галілеї», біблійно значущого регіону на півночі Ізраїлю. Через цей регіон прикметник галілейський (грец. Γαλιλαῖος, лат. Galilaeus, італ. Galileo), що означає «галілейський», використовувався в давнину (зокрема, імператором Юліаном) для позначення Христа і його послідовників.
Найвідомішим носім імені є Галілео Галілей, який мав звичку звертатися до себе лише на ім'я. У той час в Італії прізвища були необов'язковими, і його ім'я мало те саме походження, що й його прізвище, яке іноді називали Галілеєм. Зрештою ім'я, і прізвище походять від предка Галілео Бонайуті — відомого лікаря, професора і політика у Флоренції в 15 ст. Галілео Бонайуті був похований у тій самій церкві, базиліці Санта-Кроче у Флоренції, де приблизно через 200 років був похований і Галілео Галілей.
Іноді він називав себе більш ніж одним ім'ям, наприклад як Галілео Галілей Лінчео, що є натяком на те, що він був членом Академії деї Лінчеї, елітної наукової організації в Італії. У тосканських сім'ях середини шістнадцятого століття було прийнято називати старшого сина прізвищем батьків, тому вважається, що Галілей не обов'язково був названий на честь свого предка Галілео Бонайуті.
Біблійне коріння імені та прізвища Галілея стало предметом відомого каламбуру. У 1614 році, під час справи Галілея щодо геліоцентризму, один з опонентів Галілея, домініканський священик Томмазо Каччіні, виголосив проти Галілея суперечливу і впливову проповідь. У ній він процитував дії 1:11: «Галилеяни, чого ви стоїте, дивлячись на небо?» (у латинській версії, що міститься у Вульгаті): Viri Galilaei, quid statis aspicientes in caelum?).

## Відомі носії
- Галілео Бегі — італійський політик
- Галілео Бонайуті — італійський лікар
- Галілео Каттабріга — італійський художник
- Галілео Кавалларі Мурат — італійський художник і скульптор
- Галілео Чіні — італійський художник, декоратор, графік і кераміст
- Галілео Емендабілі — італійський скульптор
- Галілео Ферраріс — італійський інженер і вчений
- Галілео Галілей — італійський фізик, астроном, філософ, математик і академік
- Галілео Гвіді — італійський лікар і політик
- Галілео Паллотта — італійський лікар